# کولت درئال
کولت درئال (فرانسوی: Colette Deréal‎؛ ۲۲ سپتامبر ۱۹۲۷ – ۱۲ آوریل ۱۹۸۸) خواننده اهل فرانسه بود.
از فیلم‌ها یا برنامه‌های تلویزیونی که وی در آن نقش داشته‌است می‌توان به سه ملوان اشاره کرد. وی در سال ۱۹۶۱ به عنوان نماینده کشور موناکو در مسابقه آواز یوروویژن شرکت کرده‌است.